# دراگونادها

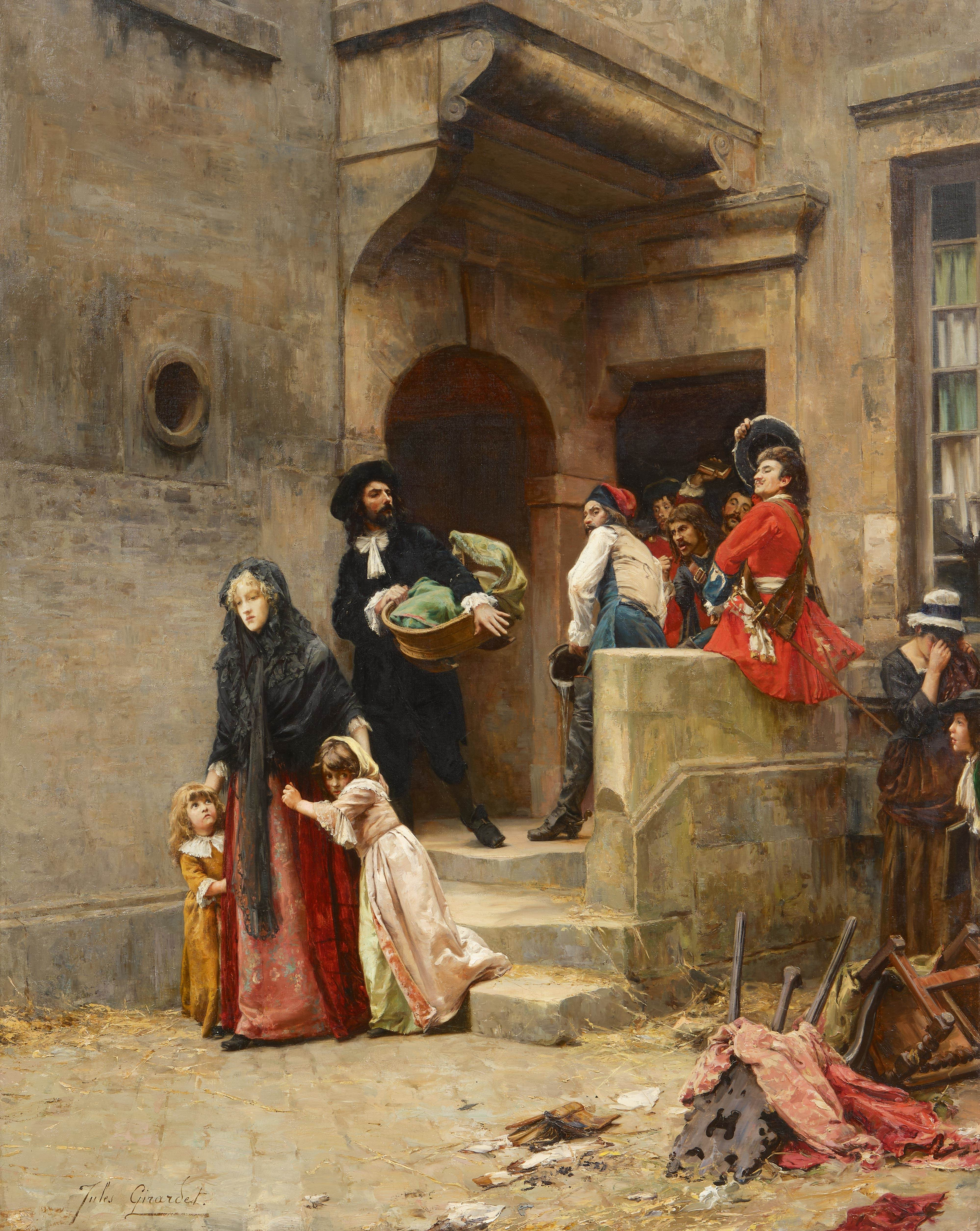

دراگوناد‌ها (از فرانسوی dragonnades، مفرد dragonnade) به سلسله‌ای از حملات خشونت‌آمیز به پروتستان‌ها گفته می‌شود که به دعوت لوئی چهاردهم توسط دراگون‌های کاتولیک در پادشاهی فرانسه در سده هفدهم میلادی به‌پا شد.